# Kwan Yoke Meng
Kwan Yoke Meng (* 11. Januar 1966) ist ein ehemaliger malaysischer Badmintonspieler.

## Karriere
Kwan Yoke Meng gewann 1988 das Herreneinzel bei den Swiss Open. Bei der Weltmeisterschaft des Folgejahres wurde er Neunter. Auch im Einzel wurde er bei dieser Veranstaltung Dritter. 1990 wurde er im Thomas Cup Vizeweltmeister mit dem malaysischen Männerteam, zwei Jahre später Weltmeister.

## Sportliche Erfolge
| Jahr | Veranstaltung     | Disziplin    | Platz | Name           |
| ---- | ----------------- | ------------ | ----- | -------------- |
| 1988 | Swiss Open        | Herreneinzel | 1     | Kwan Yoke Meng |
| 1989 | Weltmeisterschaft | Herreneinzel | 9     | Kwan Yoke Meng |
| 1990 | Thomas Cup        | Team         | 2     | Malaysia       |
| 1992 | Thomas Cup        | Team         | 1     | Malaysia       |